# Robillard Glacier
Robillard Glacier är en glaciär i Antarktis. Den ligger i Västantarktis. Argentina, Chile och Storbritannien gör anspråk på området. Robillard Glacier ligger 1 026 meter över havet.
Terrängen runt Robillard Glacier är huvudsakligen kuperad, men västerut är den platt. Trakten är obefolkad. Det finns inga samhällen i närheten.